# Can Roca (Sant Climent Sescebes)
Can Roca és una casa de Sant Climent Sescebes (Alt Empordà) inclosa a l'Inventari del Patrimoni Arquitectònic de Catalunya.

## Descripció
Situada dins del nucli urbà de la població de Sant Climent, al sud del nucli antic del municipi, amb la façana principal orientada al carrer d'Espolla.
Edifici entre mitgeres de planta rectangular, amb pati a la part posterior i la coberta de teula de dues vessants. Està distribuït en planta baixa i pis. La façana principal presenta, a la planta baixa, dos grans portals d'arc rebaixat bastits amb maons, tot i que un d'ells ha estat tapiat i transformat en finestra. A l'extrem de tramuntana del parament s'obrí el portal d'accés per vianants, rectangular i fet de maons. Al pis, les obertures es corresponen amb tres senzills balcons exempts amb els finestrals rectangulars emmarcats també amb maons. La façana està rematada per un ràfec de dents de serra sostingut amb petites mènsules.
La construcció està construïda amb pedra de diverses mides disposada irregularment. A les cantonades hi ha algunes pedres desbastades.